# Большой Царын
Большо́й Цары́н (калм. Ик Царың — большой луг) — посёлок (городского типа), административный центр Октябрьского района и Большецарынского сельского муниципального образования Калмыкии. Посёлок расположен в 260 км к северо-востоку от столицы Калмыкии города Элиста.
Население — 4 873 чел. (2024).
Основан в 1929 году.

## История
В 1929 году в урочище «Большой Царын» был образован одноимённый овцесовхоз (№ 12) с 3 фермами. На территории совхоза площадью в 43000 га было размещено 5000 голов русских овец. В 1937 году совхоз получил переходящее Красное Знамя наркомсовхозов РСФСР в социалистическом соревновании среди овцеводческих хозяйств юга России. В 1939 году совхоз участвовал в открытии в Москве Всесоюзной сельскохозяйственной выставки. За выдающиеся успехи и перевыполнение планов овцесовхоз получил диплом 1 степени, 10 тыс. руб. и легковую машину.
В годы Великой Отечественной войны в калмыцких степях на Сталинградском направлении шли ожесточенные бои. На территории овцесовхоза № 2 Малодербетовского улуса (ныне п. Большой — Царын) располагались линейные батальоны связи 51-й армии. Многие командиры и бойцы 51-й армии погибли, защищая подступы к Волге.
После войны в связи с депортацией калмыцкого народа овцесовхоз № 12 был ликвидирован и присоединен к овцесовхозу № 2 (Красносельский). Самостоятельное хозяйство с центром в посёлке Большой Царын восстановлен приказ МСХ КАССР № 93 от 23 марта 1959 года «О разукрупнении овцесовхоза № 2 на два совхоза «Красносельский» и «Большой Царын».
В 1962 году в посёлке Большой Царын для изучения вопросов техники и способов полива, режима орошения, агротехники возделывания сельскохозяйственных культур на орошаемых земляках, водоснабжения и обводнения животноводческих ферм и пастбищ была размещена Калмыцкая опытно – мелиоративная станция Южного научно – исследовательского института гидротехники и мелиорации.
В 1974 году с центром в посёлке Большой Царын в соответствии с Приказом Совета Министров Калмыцкой АССР от 17.12.1974 года № 
555 «О разукрупнении совхоза «Большой Царын» Малодербетовского района Калмыцкой АССР был образован совхоз «50 Лет Октября».
В августе 1977 года Большой Царын становится районным центром нового Октябрьского района Калмыкии.

## География и климат
Посёлок расположен на Сарпинской низменности в 258 км (по шоссе) к северо-востоку от Элисты, 130 км к юго-востоку от Волгограда, 65 км от автодороги Р22 Элиста-Волгоград.
Климат
Тип климата - семиаридный (BSk - согласно классификации климатов Кёппена). Среднегодовая температура воздуха - 8,9 °C, количество осадков - 313 мм. Самый засушливый месяц  - март с нормой осадков всего в 19 мм. Самый влажный - июнь (34 мм).
| Показатель                    | Янв.  | Фев.  | Март | Апр. | Май  | Июнь | Июль | Авг. | Сен. | Окт. | Нояб. | Дек. | Год  |
| ----------------------------- | ----- | ----- | ---- | ---- | ---- | ---- | ---- | ---- | ---- | ---- | ----- | ---- | ---- |
| Средний суточный максимум, °C | −3,6  | −3,2  | 2,9  | 15,7 | 23,9 | 28,7 | 31,2 | 29,8 | 22,8 | 13,6 | 4,6   | −0,5 | 13,8 |
| Средняя температура, °C       | −6,9  | −6,9  | −1   | 10,0 | 17,6 | 22,4 | 24,9 | 23,4 | 16,8 | 8,8  | 1,4   | −3,3 | 8,9  |
| Средний суточный минимум, °C  | −10,2 | −10,5 | −4,9 | 4,4  | 11,4 | 16,2 | 18,7 | 17,1 | 10,9 | 4,0  | −1,7  | −6   | 4,1  |
| Норма осадков, мм             | 25    | 21    | 19   | 19   | 32   | 34   | 31   | 29   | 26   | 20   | 28    | 29   | 313  |
| Источник:                     |       |       |      |      |      |      |      |      |      |      |       |      |      |

## Население
| 1979  | 1989  | 2002  | 2010  | 2011  | 2012  | 2013  |
| ----- | ----- | ----- | ----- | ----- | ----- | ----- |
| 5002  | ↗5772 | ↘5070 | ↗5497 | ↘5491 | ↘5389 | ↗5406 |
| 2014  | 2015  | 2016  | 2017  | 2018  | 2019  | 2020  |
| ↘5321 | ↘5261 | ↘5177 | ↘5099 | ↘5025 | ↘4873 | ↘4831 |
| 2021  |       |       |       |       |       |       |
| ↘4447 |       |       |       |       |       |       |

Национальный состав
Согласно результатам переписи 2002 года большинство населения посёлка составляли калмыки (51 %) и русские (28 %)

## Экономика
Крупные промышленные предприятия на территории посёлка отсутствуют, производства представлены мелкими перерабатывающими цехами (хлебобулочные изделия, точки по обработки сырья рисоводческого комплекса и фермы КРС). Ведущими отраслями, обеспечивающими основной объём отгруженной продукции в посёлке Большой Царын, остаются сельское хозяйство, торговля.

## Социальная инфраструктура
Большой Царын обладает развитой социальной инфраструктурой: сеть социальных учреждений представлена учреждениями культуры и искусства (2 библиотеки, дом культуры), учреждениями образования (3 детских сада и 2 школы, среднее специальное учебное заведение), учреждениями дополнительного образования -2 и учреждениями здравоохранения (центральная районная больница и поликлиника).
Поселок газифицирован, действует система централизованного водоснабжения. Канализация присутствует, используются выгребы, надворные уборные. Отопление индивидуальное.

## Религия
Буддизм
- Храм Великой Победы (калм. Алдар Диилврин Сүм) — буддистский хурул.

Русская православная церковь
- Храм Богоявления

## Достопримечательности
- Мемориал погибшим в годы Великой Отечественной войны. Открыт в 1987 году[4].
- Бюст Б. Б. Городовикова
- Памятник жертвам депортации